# 기업 무선 통신 관리
기업 무선 통신 관리 (enterprise mobility management, EMM, 엔터프라이즈 모빌리티 매니지먼트)는 비즈니스 맥락에서 모바일 장치, 무선 네트워크 및 기타 모바일 컴퓨팅 서비스를 관리하는 데 중점을 둔 인력, 프로세스 및 기술 집합이다. 더 많은 근로자가 스마트폰 및 태블릿 컴퓨팅 장치를 구입하고 직장에서 이러한 장치를 사용하기 위한 지원을 모색함에 따라 EMM의 중요성이 점점 더 커지고 있다.
EMM의 목표는 모바일 IT가 작업 프로세스 및 목표와 통합되어야 하는지 여부와 그 방법을 결정하고 작업자가 직장에서 이러한 장치를 사용할 때 이를 지원하는 방법을 결정하는 것이다.

## 같이 보기
- 모바일 비즈니스 인텔리전스
- 모바일 단말 관리
- 브링 유어 온 디바이스(BYOD)